# IC 569
IC 569 је елиптична галаксија у сазвјежђу Лав која се налази на листи објеката дубоког неба у Индекс каталогу.
Деклинација објекта је + 10° 55' 14" а ректасцензија 9h 51m 28,1s. Привидна величина (магнитуда) објекта IC 569 износи 14,1 а фотографска магнитуда 15,1. IC 569 је још познат и под ознакама MCG 2-25-48, CGCG 63-86, KARA 378, NPM1G +11.0217, PGC 28391.